# Indophantes
Genre
Indophantes est un genre d'araignées aranéomorphes de la famille des Linyphiidae.

## Distribution
Les espèces de ce genre se rencontrent en Asie du Sud, en Asie du Sud-Est et en Asie de l'Est.

## Liste des espèces
Selon World Spider Catalog (version 24.5, 10/08/2023) :
- Indophantes agamus Tanasevitch & Saaristo, 2006
- Indophantes barat Saaristo & Tanasevitch, 2003
- Indophantes bengalensis Saaristo & Tanasevitch, 2003
- Indophantes digitulus (Thaler, 1987)
- Indophantes halonatus (Li & Zhu, 1995)
- Indophantes kalimantanus Saaristo & Tanasevitch, 2003
- Indophantes kinabalu Saaristo & Tanasevitch, 2003
- Indophantes lehtineni Saaristo & Tanasevitch, 2003
- Indophantes pallidus Saaristo & Tanasevitch, 2003
- Indophantes ramosus Tanasevitch, 2006
- Indophantes sumatera Saaristo & Tanasevitch, 2003
- Indophantes tonglu Tanasevitch, 2011
- Indophantes wushanensis Irfan, Wang & Zhang, 2023

## Systématique et taxinomie
Ce genre a été décrit par Saaristo et Tanasevitch en 2003 dans les Linyphiidae.

## Publication originale
- Saaristo & Tanasevitch, 2003 : « A new micronetid spider genus from the Oriental Region (Aranei: Linyphiidae: Micronetinae). » Arthropoda Selecta, vol. 11, no 4, p. 319-330 (texte intégral)